# Objecte potencialment perillós

Passatge de l'asteroide Apophis - 13 d'abril de 2029

Un Objecte potencialment perillós, (Potentially Hazardous Object o PHO en anglès) és un asteroide (PHA) o un cometa (PHC) amb una òrbita que podria passar a prop de la Terra i que tindria una mida prou gran com per a provocar danys importants en cas d'impacte amb la Terra.

## Definició
Es considera que un objecte és potencialment perillós si la seva distància mínima d'intersecció orbital (MOID) amb la Terra és menor a 0,05 ua i el seu diàmetre és almenys de 150 m. Un objecte d'aquesta mida causaria danys devastadors en cas d'impacte. Es preveu que un impacte d'aquest tipus podria produir-se cada 10.000 anys.
El diàmetre de molts asteroides no es coneix amb precisió. Per aquesta raó la NASA i el JPL usen la mesura de la magnitud absoluta. Qualsevol asteroide amb una magnitud absoluta de 22,0 o més lluminós es considera que té prou mida, encara que aquest mètode no és gaire precís perquè cada objecte té una albedo diferent. El Near Earth Asteroid Tracking, un programa de recerca de la NASA, usa una estimació de l'albedo de 0,13 per determinar el diàmetre de l'objecte.

## Escales de mesura de perillositat
Els dos mètodes principals utilitzats per classificar el risc d'impacte dels asteroides són l'Escala de Palerm i l'Escala de Torí.
Quan es detecta un nou objecte, se li aplica una classificació base de 0 i, conforme progressen les investigacions, pot anar augmentant el seu nivell o tornar a caure en nivells inferiors. Tots els objectes coneguts actualment tenen un nivell de perillositat de 0 Torí.

## Spaceguard Survey
Spaceguard Survey és el nom genèric de diversos programes internacionals dedicats a la detecció i catalogació d'objectes propers a la Terra, incloent els potencialment perillosos. Espanya col·labora amb el programa Spaceguard Spain, té la seu a l'observatori astronòmic de Mallorca (OAM)
Malauradament, els recursos assignats a Spaceguard Survey són molt baixos. Tot i l'escassetat pressupostària, es creu que a força d'enginy i treball dels diferents Spaceguard Surveys tenen catalogats com a mínim la meitat dels objectes amb diàmetre superior a 1 km. El subprograma Sentry cataloga de manera semiautomàtica els nous asteroides que es van descobrint per analitzar-ne la perillositat.

## L'asteroide Apophis
Dels aproximadament 800 objectes registrats com potencialment perillosos, n'hi ha un que resulta especialment preocupant, l'asteroide Apophis. Es tracta d'un objecte de grans dimensions (entre 250 i 400 m de longitud) que aconseguiria la Terra l'any 2029, encara que no xocaria de ple, passaria tan a prop que podria produir grans destrosses (nivell 4 de l'escala de Torí). En realitat, calcular la trajectòria exacta d'un asteroide és encara molt difícil i alguns astrònoms creuen que Apophis no representi, probablement, un risc real o una remor.

## Possibles reaccions davant d'un objecte d'alta perillositat

### Armes termonuclears
Si es detectés un PHA d'alta perillositat amb alguns anys d'antelació, hi ha tecnologia disponible per allunyar de la Terra. El factor essencial és el temps: com més aviat es detecti, més possibilitats d'organitzar un esforç internacional que permeti llançar naus espacials a fi. La tècnica primària seria desviar amb armes termonuclears, detonant-les per sobre de la seva superfície de tal manera que els neutrons d'alta velocitat irradiessin una zona de l'objecte amb tanta energia que aquesta zona s'expandís i explotés. Per acció-reacció, això actuaria com un "coet" que el desplaçaria lleugerament de la seva trajectòria. Fins i tot aquest petit canvi (al voltant d'uns pocs mil·límetres per segon) seria suficient perquè, amb el pas dels anys, evités la Terra. El punt crític en maniobres d'aquest tipus és aconseguir un desviament sense fragmentació, això es deu al fet que els fragments podrien ser igual de perillosos que l'asteroide original, o més, si hi suméssim la radiació generada per l'explosió.

### Altres alternatives

'Efecte Yarkovsky:
1. Radiació des de la superfície de l'asteroide
2. Rotació de l'asteroide
2.1 Localització de la "tarda"
3. Òrbita de l'asteroide
4. Radiació solar
.

Per objectes més petits, s'ha suggerit instal·lar veles solars de tal manera que la pressió solar el desviaria de la seva trajectòria, i fins i tot aplicar l'anomenat efecte Yarkovsky empolvorant part de l'objecte amb guix (blanc) o sutge (negre). En canviar regionalment l'albedo, la forma d'absorció dels fotons variaria i això produiria un efecte rotacional que acabaria per afectar l'eix orbital semi-major, per tant modificant la seva trajectòria. Si es fa prou lluny, aquesta modificació de trajectòria seria suficient perquè no col·lidís amb la Terra.
Hi ha la possibilitat que un asteroide o cometa s'aproximés en una òrbita singular des de darrere del Sol i, per tant, no pogués ser detectat fins uns mesos abans de l'impacte.
La Força Aèria dels Estats Units d'Amèrica va elaborar fa anys un document anomenat Planetary Defense 2025 que incloïa aquestes i altres opcions, però no ha conduït a la presa de mesures actives.
El 27 de febrer de 2008 es va donar a conèixer el resultat del concurs mundial 'Apophis Mission Design', convocat per la Societat Planetària amb la finalitat de dissenyar una missió per determinar si l'asteroide Apophis col·lidiria amb la Terra en 2036 i, arribat el cas, evitar l'amenaça. El primer premi el va obtenir un consorci nord-americà i la companyia espanyola Deimos-Space va ser guardonada amb un segon premi.

## Impactes més recents
Els impactes significatius més recents d'objectes celestes contra la Terra són:
- L'esdeveniment de Tunguska, en Sibèria, el 30 de juny de 1908, amb una potència explosiva estimada de 10 a 15 megatones.
- L'esdeveniment de la Mediterrània Oriental, el 6 de juny de 2002, amb una potència explosiva estimada de 26 quilotones.

## Teoria sobre l'origen dels asteroides
El 1984 es suggerí la possibilitat que el Sol formés part d'un sistema binari-com el 50% de les estrelles de la galàxia -, amb una estrella morta formant l'altre extrem del parell. A aquesta estrella es diria Nèmesi, per la deessa grega de la Retribució, "aquella de la qual ningú pot escapar". Segons aquesta hipòtesi, l'òrbita de Nèmesis alteraria el Núvol d'Oort (on hi ha els cometes) cada 26 a 34 milions d'anys, causant una projecció d'aquests en direcció a la seva companya, el Sol (i per tant, també cap a la Terra). Aquestes pluges d'estels tindrien una durada d'entre 100.000 i 2.000.000 d'anys, amb un impacte greu en la Terra cada 50.000. Hi ha indicis que donarien suport a la hipòtesi Nèmesi, però no són concloents en absolut.